# بازتوانی شناختی
بازتوانی (توانبخشی) شناختی Cognitive Rehabilitation
اصطلاح بازتوانی شناختی شامل طیف وسیعی از روش‌های درمانی است که توسط متخصص‌های مختلف توانبخشی قابل اجراست. بسیاری از متخصصین توانبخشی از جمله کاردرمانگران، فیزیوتراپیست‌ها، متخصصین آموزش استثنایی و عصب-روانشناسان، جهت ارتقاء سطح عملکردهای شناختی مراجعین خود، از رویکردهای توانبخشی شناختی بهره می‌گیرند. CARFدر سال ۱۹۹۹، تعریفی کاربردی از توانبخشی شناختی ارائه کرده‌است که در این تعریف توانبخشی شناختی، شامل ارائه فعالیت‌های درمانی معطوف به عملکرد است که هدف آن‌ها، تقویت یا تثبیت مجدد الگوهای رفتاری پیشین و نیز تثبیت الگوهای رفتاری جدید، برای انجام فعالیت یا ارائه مکانیسم‌های شناختی جهت جبران عملکردهای آسیب دیده سیستم عصبی می‌باشد. در توانبخشی شناختی با دو رویکرد عمده مواجهیم، رویکرد جبران یا سازش و دیگری رویکرد درمان شناختی. باید توجه داشت که در عمل هیچگاه جداسازی این دو رویکرد اتفاق نمی‌افتد و هم‌پوشانی این‌دو در درمان اجتناب ناپذیر است. رویکرد اول، رویکرد جبران یا تطبیق است. در این رویکرد هدف آن است تا با ایجاد تغییراتی در محیط، عادات و روش انجام کارها و نیز راهکارهای اجرایی، محدودیت‌های فرد کنار گذاشته شوند. این سه هدف درمانی یادآور مفهوم ارگونومی شناختی هستند که بر اساس اصول پردازش اطلاعات بوده و سبب کاهش درگیری حافظه کاری می‌گردد
Abogado de Accidente de Carro en los Ángeles
همچنین امروزه به‌طور وسیع از روش‌های بازتوانی شناختی برای ارتقاء سلامت، استعدادیابی و افزایش عملکرد دانش آموزان، ورزشکاران، مدیران و .. در حیطه‌ها و در سنین مختلف استفاده می‌شود. روش‌های بازتوانی شناختی کمک می کننند تا با کمک ابزارهای کامپیوتری با نقاط ضعف و قوت مغز فرد به‌طور جامع آشنا شد و به تقویت کارکرد مغز پرداخت. در واقع مغز در این روش‌ها کاملاً نقش فعال را دارد و به سمت خود تنظیمی هدایت می‌شود.
یکی از کارکردهای بازتوانی شناختی، تقویت عملکرد مغز آسیب دیده بعد از تروما ست. کارکرد دیگر بازتوانی شناختی تقویت عملکرد مغز بعد از جراحی مغز برای تومور مغزی است. در مورد تأثیرات بازتوانی شناختی در درمان انواع دمانس نتایج ضد و نقیض است.

## بازتوانی شناختیCognitive Rehabilitation
1. بازتوانی شناختی کلاسیک
2. بازتوانی شناختی کامپیوتری (CRT)

### بازتوانی شناختی کلاسیک
آموزش‌هایی برای جبران ضعف‌های شناختی دارد: به‌طور مثال؛ قرار دادن فهرستی از لیست وسایل که فرد باید پیش از خروج از خانه به همراه خود بردارد. این موارد را روی کاغذ می‌نویسند و بر روی درب ورودی منزل قرار می‌دهند. در شکل‌های پیچیده‌تر؛ بازتوانی شناختی کلاسیک؛ یک سری تمرینات شناختی قلم و کاغذی هم دارد که در منزل یا کلنیک، به شخص مددجو ارائه و با او تمرین می‌شود.
نتایج پژوهش‌های معتبر علمی نشان داده‌است که اثرات یک دورهٔ درمانی سه جلسه‌ای در هفته؛ اگر شش هفتهٔ پیاپی ادامه پیدا کند، می‌تواند در طول زندگی بیمار؛ محسوس و قابل سنجش باشد. در هر سنی می‌توان از این دانش برای ارتقاء وضعیت شناختی شخص بهره برد؛ اگر چه توانایی انعطاف‌پذیری عصبی در کودکان نسبت به بزرگسالان هم بیشتر می‌باشد و همین‌طور سریع تر خود را در فرایندهای رفتاری نشان می‌دهد اما قابلیت تغییرپذیری مغز تا پایان عمر باقی می‌ماند.

### بازتوانی شناختی کامپیوتری
فرایندی پرورشی است که طی آن فرد با انجام مکرر تمرینات شناختی، مهارت‌های اساسی شناختی خود را که مبنای بسیاری از فعالیت‌های روزانه چون یادگیری و … است، پرورش داده و تقویت می‌کند. این تمرینات را رایانه به سرعت و با دقت ارائه می‌کند. نحوهٔ ارائهٔ این تمرینات به گونه‌ای است که مهارت‌های شناختی فرد به چالش کشیده شده و در اثر موفقیت‌های پی در پی در طی این چالش‌ها؛ مهارت‌های شناختی ارتقاء پیدا می‌کند. در فرایند پرورش شناختی کامپیوتری؛ با استفاده از آزمون‌های شناختی و تحصیلی، مشاهدات بالینی، عملکردهای روزانه و گزارش‌های والدین و …، مهارت‌های شناختی که نیاز به پرورش دارند شناخته شده و برای پرورش هدفگذاری می‌شوند.